# Эффект дохода
Эффект дохода (англ. income effect) — эффект в микроэкономике, когда изменение цены товара оказывает влияние на доход потребителя (потребительскую способность), и это сопровождается изменением спроса на этот товар.

## История
В 1915 году российский экономист Евгений Слуцкий опубликовал в итальянском экономическом журнале статью «К теории сбалансированного бюджета потребителя», в которой было выделено из общего эффекта изменения цен эффект замены и эффект дохода. Затем в 1934 году была опубликована статья Дж. Р. Хикса и Р. Аллена «Пересмотр теории ценности». Английский экономист Дж. Хикс в своей работе «Стоимость и капитал» указал, что разработанная им совместно с Р. Алленом теория поведения потребителя «принадлежит по существу Слуцкому, с той лишь оговоркой, что я совершенно не был знаком с его работой ни во время завершения своего собственного исследования, ни даже некоторое время после опубликования содержания этих глав в журнале „Экономика“ Р. Алленом и мной».

## Определение
Согласно К. Р. Макконнеллу и С. Л. Брю эффект дохода — воздействие от изменения цены товара на доход потребителя (потребительскую способность) и на количество товара, которое потребитель закупит. Снижение цены одного товара приведёт к увеличению реального дохода покупателя данного товара. Покупательная способность увеличивается, так как вырастает объём покупок разнообразных товаров, включая товар со сниженной ценой. У потребителя оказывается высвобожденная сумма для приобретения дополнительного количества данного или иного товара.

## Эффект дохода
Изменение цены товара приводит к изменению объёма спроса посредством эффекта замены и эффекта дохода. Эффект замены возникает в связи с относительным изменением цены и способствует росту потребления относительно подешевевшего товара. Эффект дохода возникает в связи с тем, что изменение цены товара увеличивает (при снижении цены) или уменьшает (при повышении цены) реальный доход потребителя (покупательную способность). Эффект дохода стимулирует увеличение или сокращение потребления товара, а также может быть нейтральным. То есть эффект дохода может быть отрицателен для нормальных товаров, положителен для некачественного товара (кривая «доход-потребление» имеет отрицательный наклон) или нейтрален (кривая «доход-потребление» вертикальна). Для того чтобы определить эффект дохода, нужно элиминировать эффект замены.
Существуют два подхода к определению реального дохода: по Хиксу и по Слуцкому. Подход Хикса предполагает знание потребительских предпочтений, кривых безразличия, а подход Слуцкого не требует этого: он базируется на наблюдаемых и регистрируемых фактах поведения потребителя на рынке.

### Эффект дохода по Хиксу
Согласно Хиксу, разные уровни денежного дохода с одним и тем же уровнем удовлетворения, лежащие на одной и той же кривой безразличия, представляют одинаковый уровень реального дохода.
На рисунке 1 «Эффект дохода по Хиксу при снижении цены для нормального товара» бюджетная линия KL, равная доходу I и ценам РX и РY, касается с кривой безразличия U1U1 и определяет оптимум потребителя E1. В точке E1 объем потребления товара X равен X1. При снижении цены товара X до РXt и неизменном доходе I бюджетная прямая KL1 касается с более высокой кривой безразличия U2U2 в точке E2. В точке Е2 потребление товара X в объеме Х2. Таким образом, снижение цены товара X приводит к увеличению его потребления с Х1 до Х2. Бюджетная линия К1L1, параллельная линии KL1, с новым соотношение цен касается кривой безразличия U1U1 в точке Е3 и представляет прежний уровень удовлетворения. В точке E3 объём потребления товара Х3. При изменении первоначального к дополнительному оптимуму (от E1 к E3) реальный доход потребителя не меняется, остаётся на прежней кривой безразличия U1U1. Это эффект замены товара Y относительно подешевевшим товаром X, что равняется разности ОХ3 к ОХ1 (Х1Х3). А эффект дохода составляет разница ОХ2 к ОХ3 (Х3Х2). В результате действия эффекта дохода потребление обоих товаров в точке E2 выше, чем в точке E3.
На рисунке 2 «Эффект дохода по Хиксу при повышении цены для нормального товара» при увеличении цены оптимальное положение потребителя смещается на более низкую кривую безразличия U1U1. Общий эффект повышения цены товара X — это снижение его потребления с ОХ1 до ОХ2 (Х2Х1). Эффект замены — это разница OХ1 и ОХ3 (Х3Х1), эффект дохода — это разница ОХ3 и ОХ2 (X2X3). Эффект замены определяется движением вдоль одной и той же кривой безразличия, а эффект дохода — переходом с одной кривой на другую. Эффект дохода усиливает действие эффекта замены, увеличивая потребление товара X при снижении его цены и сокращая потребление при повышении цены.
Для некачественных товаров эффект дохода положителен: чем выше реальный доход потребителя, тем меньше он будет склонен к приобретению такого товара. Для большинства некачественных товаров отрицательный эффект замены перекрывает положительный эффект дохода, так что общий эффект от изменения цены будет отрицательным. На рисунке 3 «Эффект дохода по Хиксу при снижении цены для неполноценного товара» общий эффект от снижение цены товара X — это разница OX2 и OX1 (Х1Х2), который состоит из эффекта замены — отрезок OX3 и OX1 (Х1Х3) и эффекта дохода — отрезок (Х2Х3), при этом (Х1Х3) > (Х2Х3).
На рисунке 4 «Эффект дохода по Хиксу при повышении цены для неполноценного товара» общий эффект от повышения цены товара X — это отрезок (Х2Х1), который состоит на эффекта замены Х3Х1 и эффекта дохода Х3Х2, при этом (Х3Х1) > (Х3Х2).
На рисунке 5 «Эффект дохода по Хиксу при снижении цены для товара Гиффена» показан частный случай снижение цены неполноценного товара (товара Гиффена). Отрицательный эффект дохода выше положительного эффекта замены. У товара Гиффена спрос снижается со снижением цены: объём товара изменяется в том же направлении, что и цена. Эффект дохода (X2X3)> эффекта замены (X1X3). Общий эффект — это отрезок X1X2.
На рисунке 6 «Эффект дохода по Хиксу при повышении цены для товара Гиффена» показан частный случай повышение цены неполноценного товара (товара Гиффена). Положительный эффект дохода выше отрицательного эффекта замены. У товара Гиффена спрос повышается с увеличением цены: объём товара изменяется в том же направлении, что и цена. Эффект дохода (Х3Х2) > эффекта замены (Х3Х1). Общий эффект — это отрезок X2X1.

### Эффект дохода по Слуцкому

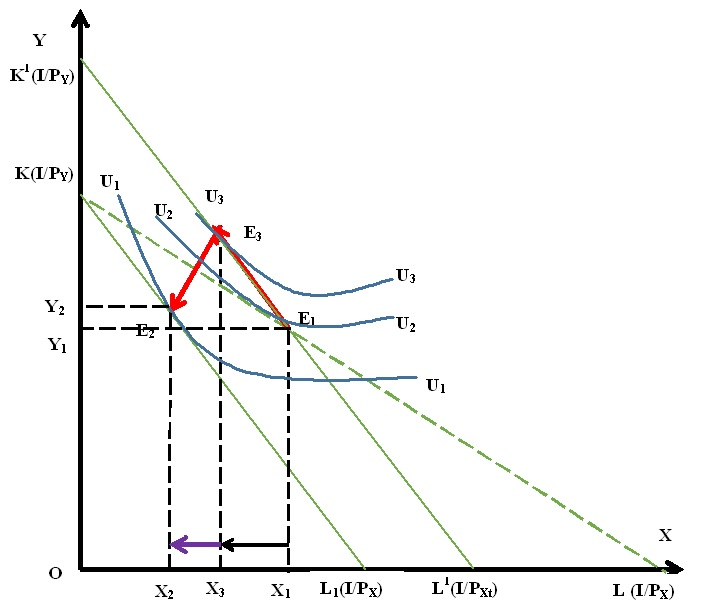
Рисунок 7. Эффект дохода по Слуцкому при повышении цены на нормальный товар

Согласно Слуцкому, уровень денежного дохода, при котором доступен один и тот же набор товаров, обеспечивает и неизменный уровень реального дохода. Эффект дохода определяется таким уровнем, который обеспечил бы потребителю возможность приобрести после изменения цен тот же самый набор товаров, что и до изменения, а не сохранить прежний уровень удовлетворения, как это предполагается по Хиксу. На рисунке 7 «Эффект дохода по Слуцкому при повышении цены на нормальный товар» дополнительная бюджетная кривая K1L1, параллельная KL1, проводится не как касательная к прежней кривой безразличия U2U2, а строго через точку E1, соответствующую оптимальному набору товаров X и Y при прежнем соотношении цен. Она является касательной к более высокой, чем U2U2 кривой безразличия U3U3, достигая (в случае полной компенсации потребителю падения его покупательной способности) более высокого уровня удовлетворения, чем при использовании подхода Хикса. Таким образом, общий эффект увеличения цены товара X (Х1Х2) состоит из эффекта замены (Х1Х3) и эффекта дохода (Х3Х2). Движение от точки E1 к точке E2 происходит не вдоль кривой безразличия, а вдоль дополнительной бюджетной прямой K1L1.